# Macarthur
Macarthur – miasto w Australii, w stanie Wiktoria.